# Pseudoparlatoria argentata
Pseudoparlatoria argentata är en insektsart som beskrevs av Hempel 1912. Pseudoparlatoria argentata ingår i släktet Pseudoparlatoria och familjen pansarsköldlöss. Inga underarter finns listade i Catalogue of Life.